# 北京大学附属中学

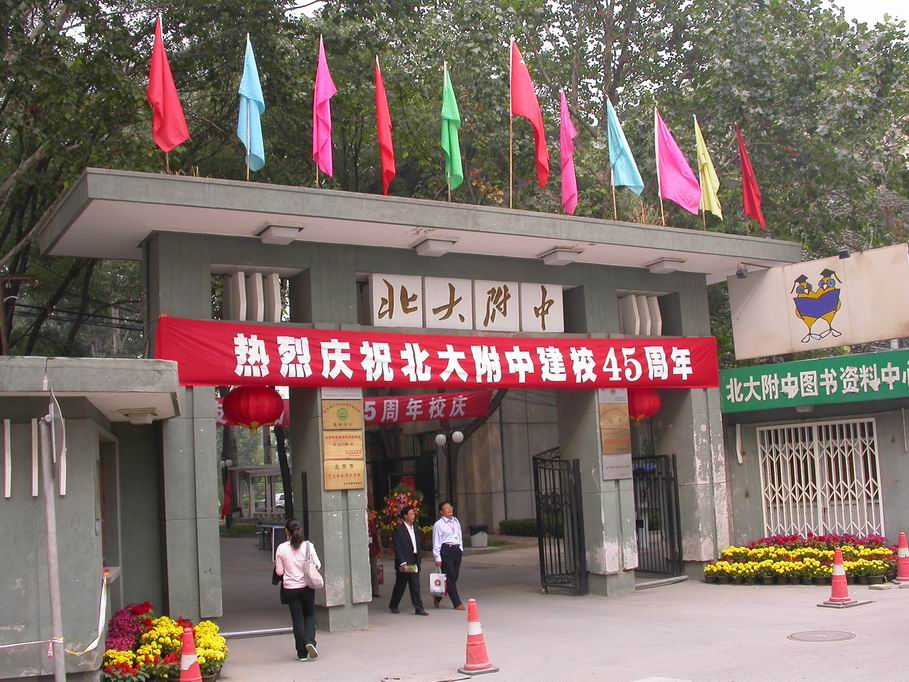
北京大学附属中学

北京大学附属中学（High School of Peking University）は、北京大学を母体に持つ中学校。

## 概要
男女共学である。中国全土からエリートの子弟を集め、卒業生の多くが北京大学や清華大学等の国家重点大学へ進学する。また、アメリカを中心とする海外の大学への進学も活発である。
国際交流が非常に盛んで、日本では、東京大学教育学部附属中等教育学校（国立・東京都中野区）、早稲田大学高等学院（私立・東京都練馬区男子校)、早稲田大学本庄高等学院（私立・埼玉県本庄市)、清風高等学校（私立・大阪府大阪市男子校)、清風南海高等学校（私立・大阪府高石市)、熊本県立済々黌高等学校（県立・熊本県熊本市）との交流がある。
なお本校は北京大学の附属校ではあるが、北京大学への内部進学の特典は無い。
初中部と高中部の2種類が存在し、初中部は日本でいう中学校、高中部は高等学校に当たる。また、高中部には7つの学部が存在している。
北京市海淀区に位置し、地下鉄海淀黄荘駅（中国語表記：海淀黄庄）に隣接している。正門、西門ともに、登下校時間以外は警備員によって監視されており、生徒は許可なく外出することはできない。
授業は90分制で、一日に最大4授業行われる。科目選択制であるため、生徒によって授業の予定が大きく異なっている。また一部の授業は北京大学において行われるため、生徒はバス、地下鉄などで大学で授業を受けることがある。
敷地内に学生寮が存在しており、遠方からの学生や、外部からの留学生、外国人教師などはここで生活を送る。
学生食堂が存在するが、評判は非常に悪く、昼食時間帯は外部からのデリバリーサービスの配達員が校門前に多く見られる。

## 沿革
- 1960年 - 開校

## 出身者
- 洪元碩（中国語版） - 北京国安元監督。2009年シーズンの後半から指揮を執り、当該年度の中国スーパーリーグ優勝へと導いた。なお、北京国安の優勝は2024年時点において、この1回のみである。
- いぜん - 吉本興業所属のお笑い芸人